# Œuvre d'art participative
 (mars 2025).
Une œuvre d'art participative est une œuvre d'art réalisée par plusieurs personnes en même temps. Elle peut être réalisée en divers lieux à partir d’une base commune appelée « invitation », d’objectifs et de dispositifs communs qui composent une œuvre.
Dans l'ouvrage, L'art en partage citoyen, publié en décembre 2024 par les éditions Orbis et Tertius, les universitaires Sabine Forero Mendoza, Marion Hohlfeldt et Pascale Peyraga constatent que depuis trois décennies environ, les pratiques artistiques collaboratives se multiplient. 

## Art participatif à grande échelle
La Grande Lessive est un exemple d'œuvre participative à grande échelle puisqu'elle réunit des milliers de personnes le même jour à travers le monde. L'objectif de cette œuvre est le développement des pratiques artistiques et du lien social. Elle utilise une invitation commune, des dispositifs partagés (site internet, supports A4, fils et pinces à linge) . Chaque participation individuelle est nommée « réalisation » afin de distinguer une démarche conduite sur la durée avec des objectifs artistiques d’une participation occasionnelle à un événement d'art participatif.